# Sperlinge

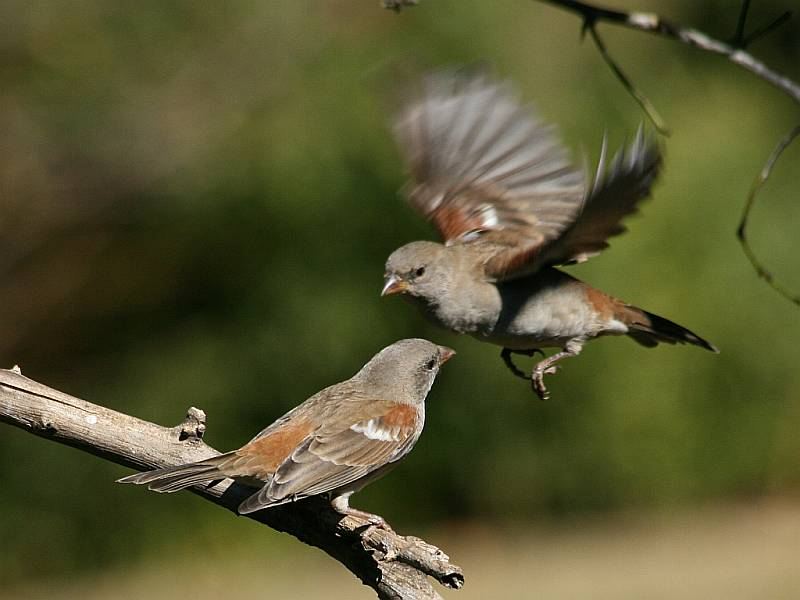
Damarasperlinge

Die Sperlinge (Passeridae, von lat. passer, „Sperling“) sind eine Familie der Vögel, die zu den Singvögeln gehört.
Es werden insgesamt acht Gattungen mit 43 Arten zu dieser Familie gerechnet. Das Wort „Sperling“ kam, wie auch das englische Wort sparrow, vom protowestgermanischen sparwō über das althochdeutsche Wort sparo, unter Bildung des mittelhochdeutschen Verbs spar für ‚zappeln‘, mit dem Pejorativsuffix -ling, in den modernen deutschen Sprachgebrauch. Weit verbreitet ist auch die Bezeichnung „Spatz“. Ihre Verbreitung ist vorwiegend Eurasien und Afrika, wobei Afrika der Verbreitungsschwerpunkt ist. Einige wenige Vertreter dieser Gattung wurden auch in anderen Kontinenten eingeführt. So kommt der auch als Spatz bekannte Haussperling (Passer domesticus) beispielsweise in weiten Teilen Nordamerikas und Südamerikas vor, nachdem europäische Siedler ihn dort gezielt eingeführt haben. Auch in Australien und Neuseeland ist der Haussperling mittlerweile weit verbreitet.
In Mitteleuropa kommt der Feldsperling (Passer montanus) vor. Etwas weniger bekannt ist der südeuropäische Weidensperling (Passer hispaniolensis). Der Schneesperling (Montifringilla nivalis), früher als Schneefink bezeichnet, aus den Hochlagen der Alpen zählt ebenfalls zu den Sperlingen. In Afrika zählt der Graukopfsperling zu den häufigsten Sperlingarten.

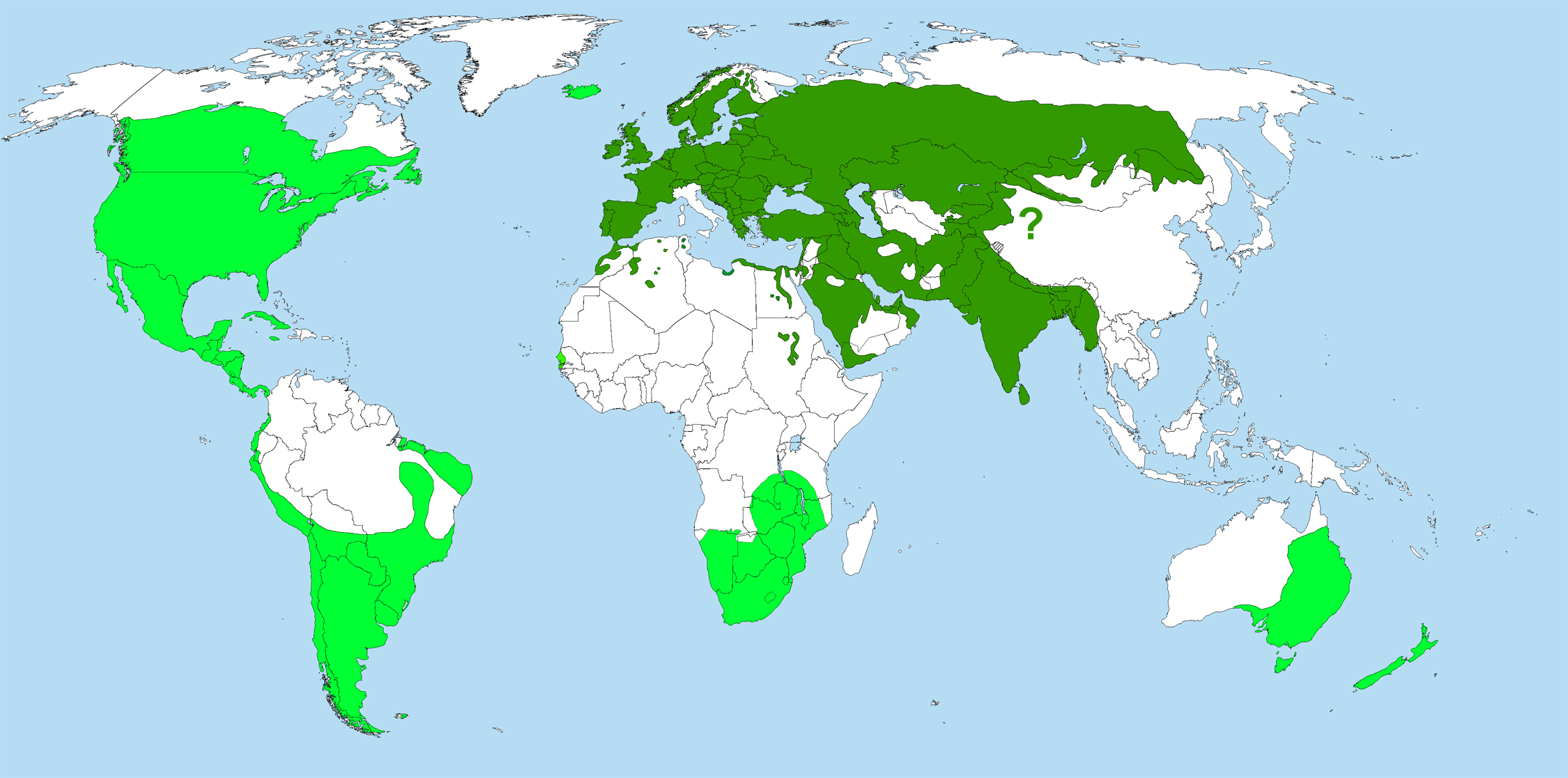
Verbreitung des Passer domesticus, dunkelgrün = natürliche bzw. ursprüngliche Verbreitung, hellgrün = sekundäre Verbreitung.

In Deutschland war der Haussperling im Jahre 2002 Vogel des Jahres.
In der Vergangenheit ging ein Teil der Menschheit in mehreren sogenannten Spatzenkriegen gegen Sperlinge vor.

## Erscheinungsbild

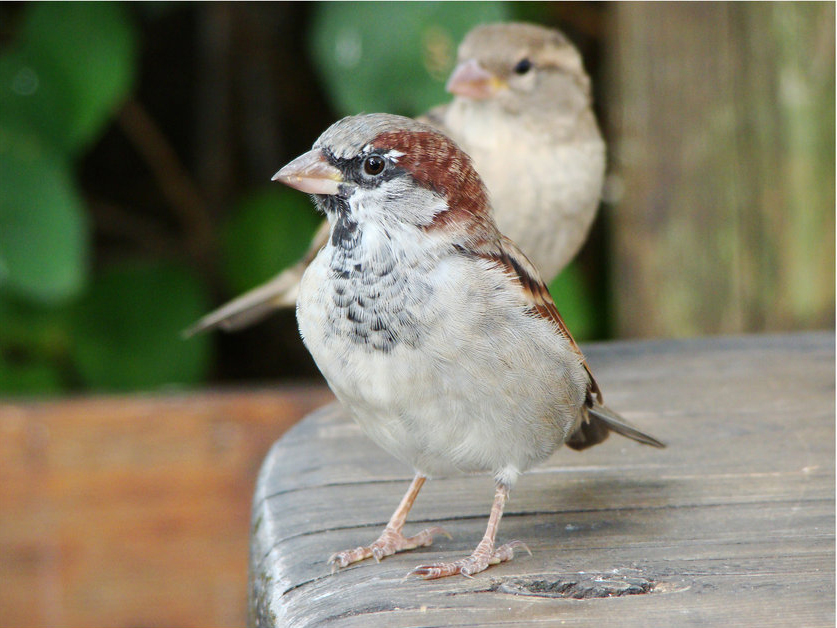
Geschlechtsdimorphismus beim Haussperling

Sperlinge sind kleine Singvögel, die typischerweise eine Körperlänge zwischen 10 und 20 Zentimeter erreichen. Es handelt sich um kompakt gebaute Vögel mit einem im Verhältnis zur Körpergröße großen Kopf sowie einem kurzen, kräftigen Schnabel, der vorne spitz ausläuft. Bei einigen Arten ändert sich die Schnabelfarbe in der Fortpflanzungszeit von Hornfarben zu Schwarz. Der Schwanz ist bei den meisten Arten verhältnismäßig kurz und endet entweder in einer graden Linie oder ist etwas eingekerbt, er besteht immer aus zwölf Steuerfedern.
Das Gefieder ist bei den meisten Arten braun, grau oder rötlich-braun. Nur wenige Arten weisen auch gelbe oder weiße Gefiederpartien auf. Bei einigen Arten besteht ein ausgeprägter Sexualdimorphismus, bei anderen Arten besteht dagegen kein geschlechtsspezifischer Unterschied in der Gefiederfärbung. Jungvögel gleichen dem adulten Weibchen.
Ausgewachsene Sperlinge durchlaufen einmal im Jahr eine Vollmauser, sie beginnt nach der letzten Brut. Jungvögel mausern innerhalb des ersten Monats, nachdem sie flügge geworden sind.

## Lebensraum und Lebensweise
Sperlinge bevorzugen als Lebensraum offene, trockene oder semi-aride Regionen. Sie kommen auch in Savannen, Buschland und Wüsten vor. Sie sind außerdem in lichten Wäldern sowie auf landwirtschaftlichen Anbauflächen und in oder in der Nähe von menschlichen Siedlungen anzutreffen. Einige Arten wie beispielsweise der Haussperling leben in großer Nähe zum Menschen und kommen auch im Innenstadtbereich größerer Städte vor.
Die meisten Sperlingarten nisten in lockeren Kolonien, nur wenige Arten brüten einzeln. Kolonien können sehr groß sein: In Marokko wurde in den 1950er Jahren eine Brutkolonie des Weidensperlings beobachtet, bei der sich etwa 125.000 Nester auf 60 Hektar befanden. Dabei befanden sich bis zu 50 Nester in einem einzelnen Baum. Meldungen über Brutkolonien solcher Größe sind jedoch die Ausnahme: Erst in den 1980er Jahren zählte man in Algerien wieder eine Brutkolonie von Weidensperlingen mit 4.678 Nestern. Insgesamt brüteten zu dem Zeitpunkt 35.000 Paare Weidensperlinge in 13 Kolonien in einem Gebiet, das sich über 40.000 Quadratkilometer erstreckte. Damit kamen auf einen Quadratkilometer 0,9 Brutpaare.
Sperlinge sind gewöhnlich monogam, einige wenige Arten gehen eine Paarbeziehung ein, die besteht, solange beide Partner am Leben sind. Unabhängig vom Ort der Nestanlage handelt es sich im Prinzip immer um ein Kugelnest mit seitlichem Eingang. Das Nest wird gewöhnlich nicht besonders sorgfältig gebaut, das außen nicht bearbeitete Nistmaterial hängt meist lose herab. Einige Arten nutzen auch aufgegebene Nester anderer Vogelarten. Beide Elternvögel brüten und sind an der Aufzucht der Jungvögel beteiligt.
Die Sperlinge verfügen über eine sehr ausgeprägte Hierarchie innerhalb ihrer Kolonien. Diese macht sich an der jeweiligen Größe ihrer charakteristischen dunklen Brustlätze fest; je größer und dunkler dieser Latz, desto höher ist der Rang des jeweiligen Vogels innerhalb seiner Kolonie.
Sperlinge betreiben häufig eine interessante Form der Gefiederpflege, die als Staubbaden oder Sandbad bezeichnet wird. Hierzu hocken sie sich in eine Mulde aus trockenem Sand und Staub und zeigen darin ein auffälliges Verhalten, bei dem der Körper auf den Boden gedrückt und dann zügig hin und her bewegt wird. Es handelt sich um ein Hygieneverhalten mit dem Ziel, sich der Parasiten im Gefieder, wie beispielsweise Federlingen oder Federmilben, zu entledigen.

## Ernährung
Die Sperlinge ernähren sich vorwiegend von pflanzlichem Material, z. B. Samen, verschmähen aber auch kleine Insekten nicht. Die junge Brut im Nest wird ausschließlich mit tierischem Material gefüttert, kleinsten Insekten und deren Larven, dem sogenannten Wiesenplankton.

## Systematische Einordnung
Sperlinge sind möglicherweise eng mit den Stelzen (Motacillidae) verwandt, die manchmal als Unterfamilie zu den Passeridae gerechnet wurden. Bei noch weiterer Umgrenzung der Familie sind auch schon die Braunellen (Prunellidae), Webervögel (Ploceidae), Prachtfinken (Estrildidae) und Witwenvögel (Viduidae) dazugezählt worden. Diese und weitere Familien werden heute manchmal zur Überfamilie der Passeroidea zusammengefasst, deren Verwandtschaft auch durch molekulargenetische Untersuchungen bestätigt wird.

## Gattungen und Arten

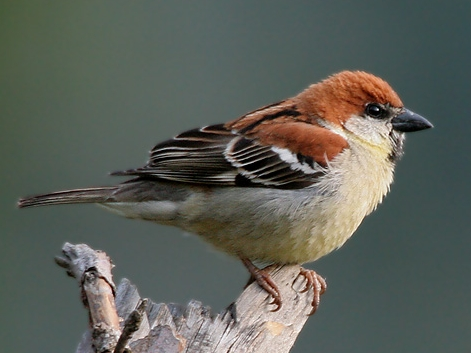
Rötelsperling
(Passer rutilans)

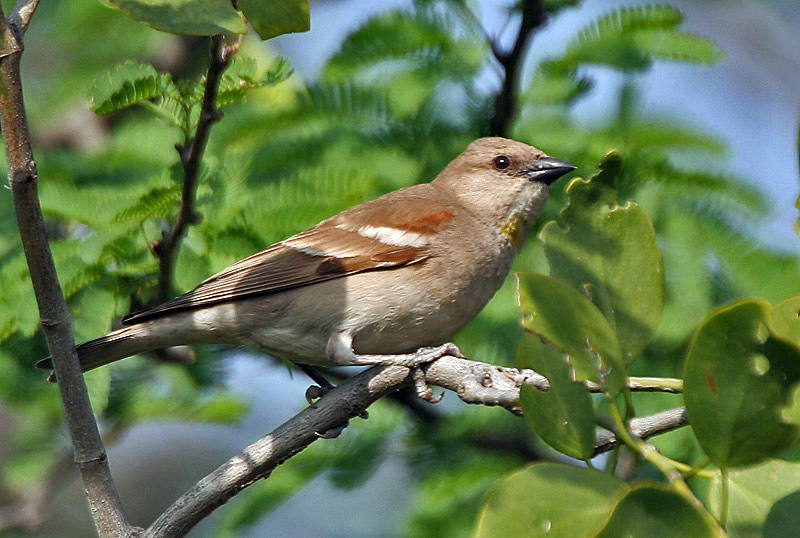
Gelbkehlsperling
(Gymnoris xanthocollis)

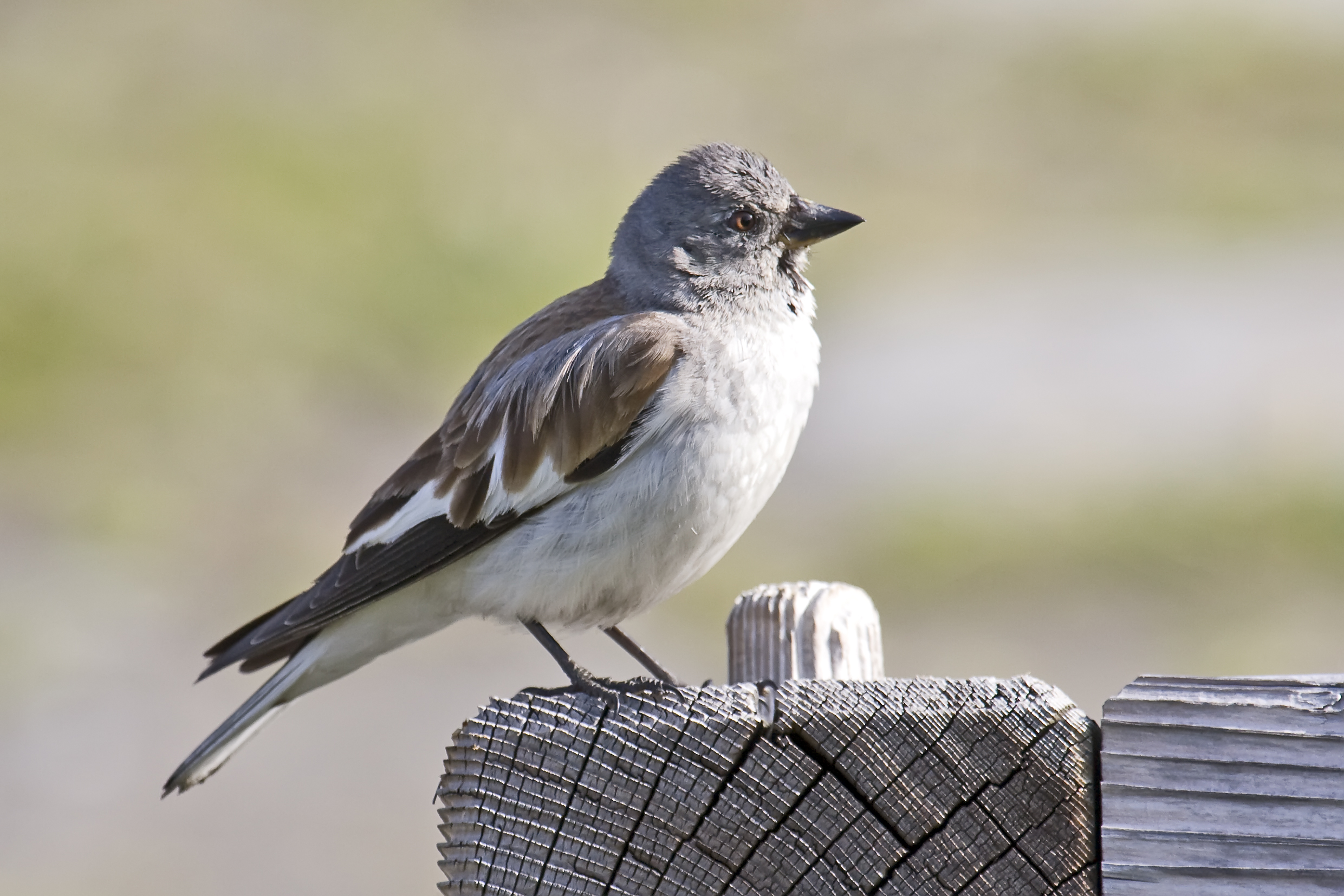
Schneesperling
(Montifringilla nivalis)

Nachdem sich durch molekulargenetische Untersuchungen einige Arten, die vorher zu den Sperlingen gezählt worden waren, als zu den Webervögeln (Ploceidae) gehörig erwiesen haben, zählt die Familie zurzeit (2019) nach der Liste der International Ornithological Union noch folgende 43 Arten in acht Gattungen:
- Carpospiza
  - Fahlsperling (C. brachydactyla)
- Gymnoris
  - Augenbrauensperling (G. superciliaris)
  - Buschsteinsperling (G. dentata)
  - Sahelsteinsperling (G. pyrgita)
  - Gelbkehlsperling (G. xanthocollis)
- Hypocryptadius
  - Zimtsperling (H. cinnamomeus)
- Schneesperlinge (Montifringilla)
  - Adamsschneesperling (M. adamsi)
  - Schneesperling (M. nivalis)
  - Tibetschneesperling  (M. henrici)
- Onychostruthus
  - Weißbürzel-Erdsperling (O. taczanowskii)
- Passer
  - Adensperling (P. hemileucus)
  - Braunrücken-Goldsperling (P. luteus)
  - Damarasperling (P. diffusus)
  - Dschungelsperling (P. pyrrhonotus)
  - Feldsperling (P. montanus)
  - Gelbbauchsperling (P. flaveolus)
  - Graukopfsperling (P. griseus)
  - Haussperling (P. domesticus)
  - Italiensperling (P. italiae) – Artstatus kontrovers diskutiert
  - Jemengoldsperling (P. euchlorus)
  - Kapsperling (P. melanurus)
  - Kapverdensperling (P. iagoensis)
  - Keniasperling (P. rufocinctus)
  - Kordofansperling (P. cordofanicus)
  - Maronensperling (P. eminibey)
  - Moabsperling (P. moabiticus)
  - Nilsperling (P. shelleyi)
  - Papageischnabelsperling (P. gongonensis)
  - Rostsperling (P. motitensis)
  - Rötelsperling (P. rutilans)
  - Saxaulsperling (P. ammodendri)
  - Sokotrasperling (P. insularis)
  - Somalisperling (P. castanopterus)
  - Suahelisperling (P. suahelicus)
  - Swainsonsperling (P. swainsonii)
  - Turkmenensperling (P. zarudnyi)
  - Weidensperling (P. hispaniolensis)
  - Wüstensperling (P. simplex)
- Petronia
  - Steinsperling (P. petronia)
- Pyrgilauda
  - Afghanenerdsperling (P. theresae)
  - Blanforderdsperling ( P. blanfordi)
  - Daviderdsperling (P. davidiana)
  - Rothals-Erdsperling (P. ruficollis)

## Sperlinge und Menschen
Viele Sperlingsarten gelten aufgrund ihres bunten Gefieders, ihres lebhaften Charakters und ihrer Geselligkeit in manchen Ländern und Kulturen als Symbol für Treue, Geselligkeit und eine erfüllte, intakte Natur. Einige Arten werden in Vor- und Großstädten überwiegend positiv wahrgenommen, weil sie Ungeziefer und Unkrautsamen vertilgen. Sie sind als kluge und treue Kulturfolger bekannt. Das lebhafte Gezwitscher der Vögel hat unter anderem zum Sprichwort: „Die Spatzen pfeifen es von den Dächern.“ für um sich greifenden Tratsch geführt.
Sperlinge werden vom Menschen aber auch negativ wahrgenommen. So gelten sie als Wirtschaftsschädlinge und Krankheitsüberträger, außerdem können sie unerwünschte Neophyten und Unkraut einschleppen. Viele Arten treten meist in riesigen Schwärmen auf, die in ländlichen Gegenden Reis- und Getreidefelder plündern und bei den Landwirten verhasst sind. Regelmäßig auftretende Spatzeninvasionen waren und sind dem ländlichen Volk also geläufig. Spatzeninvasionen können Landwirten und Gärtnereien großen wirtschaftlichen wie finanziellen Schaden zufügen. Das laute Gezwitscher großer Schwärme wird überdies auch als Lärmbelästigung empfunden.
Die negativen Eigenschaften von Spatzenschwärmen schlagen sich auch in der Folklore und im Volksglauben verschiedenster Kulturen nieder. In Japan (aber auch in China) gelten invasive Spatzenschwärme als das Werk böser Dämonen oder Schwarzmagier, oder als Manifestation eines Fluchs. In Japan sind vor allem die Sperlingsarten Passer rutilans (Rötelsperling), Passer montanus (Feldsperling) und Passer cinnamomeus (Zimtsperling) verbreitet, der Haussperling (Passer domesticus) ist dort nicht vertreten. Die drei erstgenannten Arten sind im ländlichen Aberglauben und in der Mythologie Japans als sogenannte Yōkai (妖怪; „Dämon“) gefürchtet. Die bekanntesten sind unter anderem der Yosuzume (夜雀; „Nachtsperling“), der Nyūnai suzume (入内雀; „Palaststürmer-Spatz“) und der Okuri suzume (送り雀; „Geleit-Spatz“). Alle drei Vogel-Yōkai gelten als Unheilsbringer und Verkünder nahenden Unglücks.

## Trivia
In Jörg Weigands kurzer Erzählung Der Vogel wird in einer zukünftigen Großstadt, in der Vögel selten geworden sind, ein Spatz präsentiert. Am Ende stellt sich heraus, dass dieser Vogel ein Mini-Roboter ist.